# Rondò veneziano (album)
Rondò veneziano è il primo album in studio del gruppo omonimo creato da Gian Piero Reverberi pubblicato il 22 ottobre 1980 dalla Baby Records. È stato certificato in Francia con un disco d'oro e in Italia con un disco di platino.

## Descrizione
Quest'album risente moltissimo del sound anni settanta in particolar modo nel suono caldo delle ritmiche e del basso. L'immagine in copertina è di Victor Togliani.
(Intervista a Gian Piero Reverberi del 2000)
- Il singolo Rondò veneziano durante le apparizioni televisive per esigenze audio aveva una chiusura diversa: il brano non veniva sfumato ma terminato con un semplice dialogo fra oboe e violino. Questo brano, utilizzato come sigla d'inizio e fine trasmissioni della nascente Canale 5, già utilizzato dal 30 settembre 1980 fino al 1982. Il brano fu scelto da Silvio Berlusconi, su consiglio del produttore della Baby Records Freddy Naggiar, e andava in onda sei volte al giorno.
- Il 45 giri pubblicato in Italia conteneva i due singoli Rondò veneziano (lato A) e San Marco (lato B); il promo uscito in Francia soltanto Rondò veneziano con una durata di due minuti circa e poi, sulla stessa traccia audio, una voce annunciava l'uscita del 33 giri; quello per il mercato giapponese conteneva San Marco (lato A) e Colombina (lato B) e per finire la versione uscita in Spagna Rondò veneziano (lato A) e Danza mediterranea (lato B).
- La versione dell'album uscita nel Regno Unito, pubblicata dalla Ferroway Records, si chiama The Genius of Venice: Tramonto sulla laguna è chiamato Lagune, Giochi d'acqua invece Waterfall, Notte amalfitana è rinominata in Solitude, Andante veneziano e Danza mediterranea sono diventati rispettivamente Symphony e Mediterranean Dance.
- Alcune musiche sono state utilizzate da Lewis Gilbert come colonna sonora del film inglese Not Quite Jerusalem del 1985.
- Nel 1981 il settimanale TV Sorrisi e Canzoni pubblicò Discorama un album di figurine Panini dedicato espressamente alle copertine più belle di quell'anno, e tra le tante c'era anche quella del disco Rondò veneziano.

### Formazione
- Gian Piero Reverberi - direttore d'orchestra, pianoforte, clavicembalo
- Orchestra Sinfonica di Genova:
  - violino solista in Allegro veneziano;
  - primi violini;
  - secondi violini;
  - viole;
  - violoncelli;
  - contrabbasso;
  - oboe;
  - corno inglese in Notte amalfitana;
  - flauto
    - flauto solista in Danza mediterranea;

  - basso elettrico;
  - batteria;
  - glockenspiel in Rondò veneziano,
  - clavicembalo

### Registrazione
È stato registrato nella primavera del 1979 ai Varirecording Studios di Milano, mixato da Plinio Chiesa, Gian Piero Reverberi e Harry Thumann.

## Tracce
Lato A
1. Rondò veneziano – 3:30 (musica: Gian Piero Reverberi, Laura Giordano)
2. Tramonto sulla laguna – 3:35 (musica: Gian Piero Reverberi, Laura Giordano)
3. San Marco – 3:20 (musica: Gian Piero Reverberi, Laura Giordano)
4. Allegro veneziano – 3:10 (musica: Gian Piero Reverberi, Laura Giordano)
5. Giochi d'acqua – 3:41 (musica: Gian Piero Reverberi, Laura Giordano)

Durata totale: 17:16
Lato B
1. Colombina – 3:05 (musica: Gian Piero Reverberi, Laura Giordano)
2. Notte amalfitana – 4:48 (musica: Gian Piero Reverberi, Laura Giordano)
3. Andante veneziano – 4:12 (musica: Gian Piero Reverberi, Laura Giordano)
4. Danza mediterranea – 4:05 (musica: Gian Piero Reverberi, Laura Giordano)

Durata totale: 16:10

## Le composizioni

### Rondò veneziano
Moderato in fa maggiore

### Tramonto sulla laguna
Senza indicazione di tempo in la maggiore

### San Marco
Moderato in re maggiore

### Allegro veneziano
Allegro in fa maggiore

### Giochi d'acqua
Allegro in la maggiore

### Colombina
Lento - Allegro (metà tempo) in sol minore

### Notte amalfitana
Andante in re maggiore

### Andante veneziano
Lento in do maggiore

### Danza mediterranea
Allegro in do maggiore

## Classifiche
| Classifica (1981–82) | Posizione massima |
| -------------------- | ----------------- |
| Germania             | 32                |
| Italia               | 3                 |
| Paesi Bassi          | 23                |